# Sai cosa faceva Stalin alle donne?
Sai cosa faceva Stalin alle donne? è un film del 1969 scritto e diretto da Maurizio Liverani.

## Trama
Aldo e Benedetto sono due amici che, dopo aver fatto parte della Resistenza nella seconda guerra mondiale, giungono a Roma dove trovano la protezione di un importante uomo politico di sinistra. Entrambi si dichiarano comunisti, ma si comportano in maniera diversa: mentre Aldo è realmente impegnato nell'attività politica, Benedetto è solo uno snob che persegue fini estetici.
Benedetto infatti, convinto di somigliare a Stalin, inizia a comportarsi e a vestirsi come il dittatore sovietico; tuttavia, dopo la svolta del 1956, il mito dell'uomo d'acciaio andrà in crisi e il giovane faticherà a trovare nuovi idoli, dato che i successori di Stalin al Cremlino hanno un aspetto troppo "borghese" e poco "marziale": alla fine, inizierà a idolatrare il vietnamita Ho Chi Minh.

## Produzione
Il film fu girato nel Parco dei Mostri a Bomarzo (VT) mentre la scena finale si svolge a Viterbo e vede come sfondo la facciata, la scalinata e la loggia del Palazzo dei Papi. Tra i membri del cast, la più celebre era probabilmente la britannica Margaret Lee che, essendo già attiva da qualche anno nel cinema italiano, preferì recitare in lingua italiana e non essere doppiata.

## Distribuzione
Il film uscì nelle sale italiane il 12 settembre 1969 e venne presentato alla XXX edizione del Festival del cinema di Venezia, nella sezione informativa.

## Accoglienza e critica
La pellicola, girata poco dopo la fine delle contestazioni giovanili del '68 e in pieno autunno caldo, rappresentava un'opera caricaturale contro il comunismo, di cui voleva ridicolizzare soprattutto il dogmatismo militante dei suoi attivisti. Non ebbe però il successo sperato: incassò solo 67 milioni di lire e il suo regista sarebbe tornato sul grande schermo sette anni dopo con Il solco di pesca.
Parlando anni dopo riguardo al film, Ennio Morricone dichiarò di aver inciso la colonna sonora "dell'unico film di destra prodotto in Italia"; in realtà Maurizio Liverani (nipote di Augusto Liverani), che oltre a dirigere la pellicola ne fu anche co-sceneggiatore, era stato dal 1951 al 1966 critico cinematografico di "Paese Sera", quotidiano "fiancheggiatore" del Pci, ma se ne era successivamente distaccato. Il film ricevette critiche positive da Giancarlo Vigorelli e Ennio Flaiano, ma anche negative: ad esempio Morando Morandini lo definì "Apologo satirico sul Sessantotto: debole come un cerino, ma con un aspetto di marmo lardoso" e gli assegnò zero stelle su cinque.
Nel gennaio 2017 il film è stato presentato nell'ambito di una rassegna della Cineteca Nazionale di Roma in una serata (organizzata da Luca Pallanch e moderata da Marco Giusti) intitolata “Sai cosa faceva Maurizio Liverani al cinema?”.  Nella retrospettiva lo “Stalin” è stato definito: “Film scandalo che mette alla berlina il comunismo e i suoi miti. Rivisto oggi, divertentissimo, con un Benedetto Benedetti, intellettuale del dissenso, che si atteggia a Stalin e un Helmut Berger in crisi d'identità, dopo la comune esperienza partigiana. Un ritratto dell'Italia dal dopoguerra al '68: un C'eravamo tanto amati al vetriolo, senza omaggi alla commedia all'italiana.”

## Colonna sonora
La colonna sonora del film è stata composta da Ennio Morricone, ma non è mai stata distribuita prima del 1992, quando la CAM ne ha pubblicate cinque tracce in CD unitamente alla colonna sonora di Stark System.
Successivamente la Beat Records, nel 2013, ha stampato in CD un'edizione integrale della colonna sonora contenente diciassette tracce. Altri brani della colonna sonora sono stati pubblicati all'interno di raccolte dedicate a Ennio Morricone.